# Maximino (assessor)
Maximino (em latim: Maximinus) foi um oficial bizantino, ativo durante o reinado do imperador Teodósio II (r. 408–450). Foi assessor do mestre dos soldados Ardabúrio. Em 422, foi enviado pelo emissário Helião para negociar a paz com o Império Sassânida, com o qual o Império Bizantino estava em guerra.